# 室上性心搏過速
室上性心搏過速（supraventricular tachycardia，SVT）簡稱室上速，是指一组起源于房室交界及其以上传导系统的心动过速。主要可分四型：心房顫動、陣發性室上性心搏過速（PSVT）、心房撲動、沃夫巴金森懷特症候群。症狀包括心悸、頭暈、盜汗、呼吸困难及胸痛等。
症狀從心房或房室结開始。通常此症狀是由這二個機轉中的一個造成：折返性或是自發性心肌。另一種快速心律是心室顫動—在心室產生開始急速顫動。可藉由心电图（ECG）、动态心电图或事件監視器診斷出來。可藉由抽血檢驗排除特定潛在因素，例如甲状腺功能亢进症或電解質不平衡。
根據此症發生原因的不同，會採取不同的治療方式，包括藥物治療、手術或其他的醫療程序。有些型的疾病可能可以用迷走神經興奮法或是稱為導管電氣燒灼術來治療。若是心房顫動，可以用钙离子通道阻滞剂或是Β受体阻滞剂。某些病患則可長期服用如阿斯匹靈或是華法林等抗凝血藥物來控制病情。在歐洲，平均每1千人中約有25人會受心房顫動所苦、另約有2.3人則會受陣發性室上性心動過速影響。此外，每1千人有2人會罹患沃夫巴金森懷特症候群、另0.8人則會出現心房撲動。

## 外部連結
- Cardiac Disorders – Open Directory Project（页面存档备份，存于）